# Batrisodes zhouchaoi
Batrisodes zhouchaoi (лат.) — вид мирмекофильных жуков-ощупников (Pselaphinae) из семейства стафилиниды. Вид назван в честь Chao Zhou, собравшего типовую серию.

## Распространение
Китай, Sichuan.

## Описание
Мелкие коротконадкрылые жуки. Длина тела 2,2 мм, длина головы 0,45 мм. Основная окраска красновато-коричневая. Усики четковидные, антенномер XI с мелким зубчиком у основания. Глаза из 55 фасеток.  Усики 11-члениковые, брюшко из 5 видимых тергитов. Вертлуги короткие, ноги прилегают к тазикам. Надкрылья в базальной части с 3 ямками. Мирмекофилы, ассоциированы с муравьями Lasius и Nylanderia.